# Brian Hayes Currie
Brian Hayes Currie é um ator, escritor e produtor cinematográfico americano. Como reconhecimento, foi nomeado ao Óscar 2019 na categoria de Melhor Filme por Green Book (2018).